# Parc-de-Montsouris

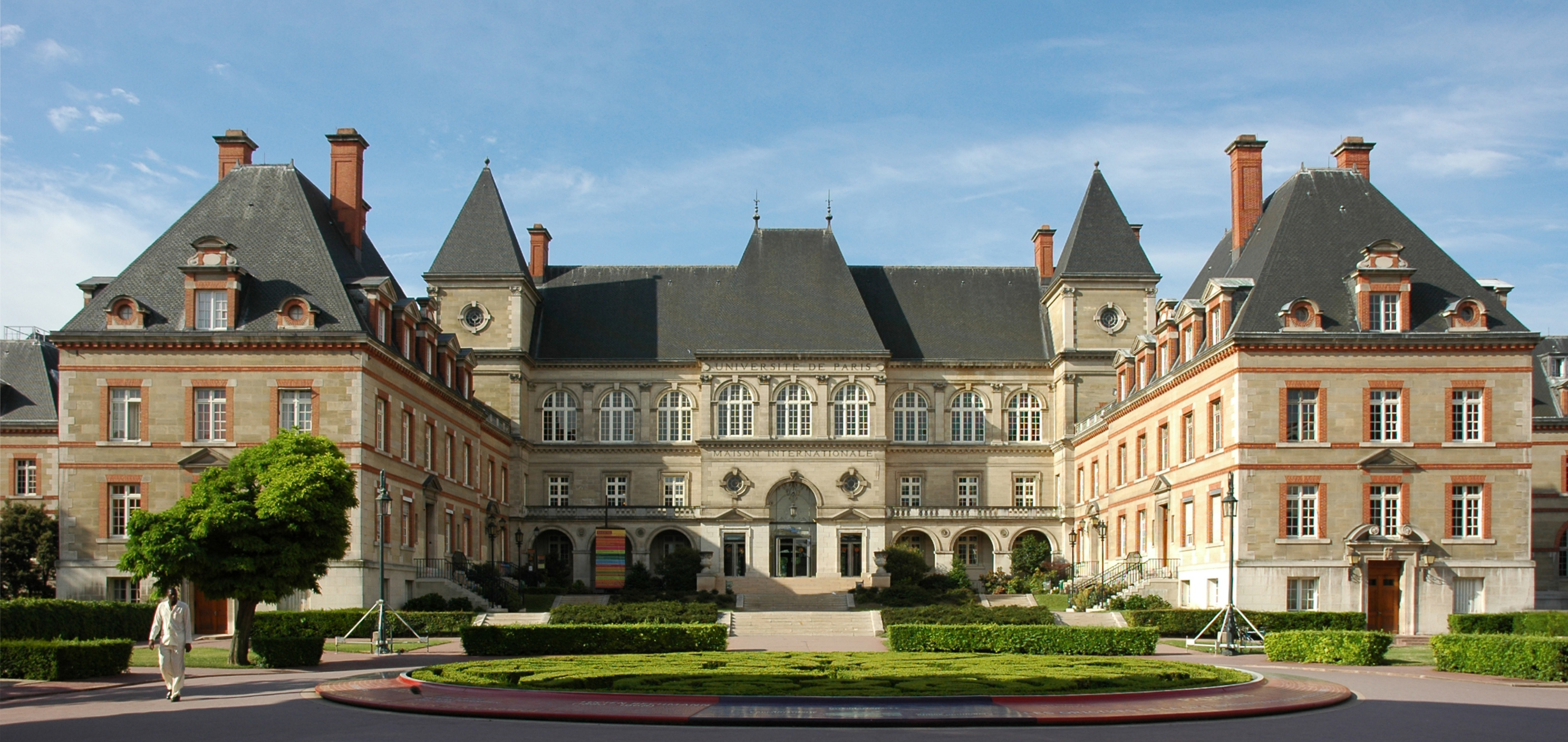
La Maison Internationale della città universitaria.

Parc-de-Montsouris è il 54º quartiere amministrativo di Parigi, situato nel XIV arrondissement.
Prende il nome dall'omonimo parco realizzato su disegno dell'ingegnere Jean-Charles Alphand (1817-1891).
All'interno del parco si trovava il palazzo del Bardo costruito per l'Esposizione Universale del 1867.